# Tommy Shelby
Thomas Shelby o Tommy és un personatge fictici de la sèrie de Netflix, Peaky Blinders, interpretat per Cillian Murphy, on és el principal protagonista. És un gàngster dels anys 20 líder de la Banda Criminal de Birmingham, coneguda com a Peaky Blinders, i patriarca de la familia Shelby. Té tres germans i una germana, fills d'Arthur Shelby Sr.

## Descripció física i personalitat[1]

### Descripció
És de raça gitana i té els aspectes característics d'aquesta, posseeix, també, els trets comuns de la família Shelby, alt, fort i cabell fosc. En canvi, a diferència dels seus germans, té els ulls blaus cel acompanyats d'unes pestanyes llargues i definides. Se li marca i ressalta les faccions de la mandíbula aportant una expressió facial única. No té cap mena de borrissol facial i consta d'un pentinat modern rapat pels costats i pentinat per dalt, malgrat que usualment porta una boina que cobreix la part superior del cap. Aquesta boina té una fulla de navalla a la part frontal de la visera la qual se li atorga la funcionalitat d'amenaçar i a vegades fer servir com a arma blanca contra els seus enemics.
En ser d'una classe alta acostuma a anar vestit amb una camisa de fil i una armilla de cuir tapades, normalment, per una americana. Al costat de l'armilla té un aguantador d'armes superior per guardar el revòlver en un lloc més discret, a dins l'americana. Quan està a exteriors, disposa d'una túnica negra llarga que arriba als turmells i de dos guants de cuir que li cobreixen les mans.
Se sol mostrar amb una disposició corporal que transmet superioritat i menysprearia. Té un hàbit molt freqüent d'aparèixer fumant una cigarreta que aguanta amb el dit gros, per una banda, i els dits índex i anul·lar per l'altre, aixecant, així, la resta dels dits.
Thomas Shelby rep un canvi físic durant la transició de la tercera temporada a la quarta, apareixent, en aquesta, amb ulleres de llegir i sense boina.

### Personalitat[2]
Se’ns mostra des del primer moment de la història com un home fred i introvertit, malgrat que la seva personalitat s'anirà desvelant i es desenvoluparà al llarg de la història. Ens ensenya la confiança que té en ell mateix i amb els qui confia, no té por a la mort ni a aquells que estan per sobre seu. La seva actitud com a mafiós reflecteix un home sense empatia una mica cruel, no obstant s'expressa carinyosament i es preocupa per aquells que estima. La seva personalitat fosca i cruel canvia dramàticament quan coneix a Grace Burgess, parella i futura esposa de Tommy Shelby, encara que mostri una gran capacitat per diferenciar la feina de la vida quotidiana. Dominant, així, grans canvis d'actitud i personalitat segons el context. Destaca molt la seva gran capacitat intel·lectual mostrant-se com un home molt intel·ligent i un gran estratega.
La seva confiança en ell mateix es veu atacada en diferents situacions on expressa i reflecteix temor i desesperació.
Cal comentar que el personatge va patir, en un passat, un gran canvi de personalitat. La seva estança i vivència a la primera guerra mundial el va canviar completament convertint-lo en una persona diferent i li va provocar diferents símptomes d'un trastorn d'estrès posttraumàtic. Durant la història també viu algunes complicades situacions que canvien radical-ment el seu comportament. La primera és la mort de la seva estimada dona Grace Shelby; durant uns dies s'incomunica i ignora la resta de la família mostrant-se completament incomprensiu i incomprès.
La segona és el dia de la detenció i execució dels seus dos germans Arthur Shelby i John Shelby, el seu cosí Michael Gray i la seva tieta Polly Gray. Malgrat ell, Tommy Shelby, aconsegueix salvar-los amb una amenaça directa al rei. Decideix, després dels fets, distanciar-se de la família Shelby amb el seu fill durant un període indeterminat. Durant aquest període es crea un ambient tòxic entre ell i la família.

## Biografia

### Passat i antecedents
Els seus dos pares eren gitanos, malgrat que la família Lee fos parent de part de mare. Donant a suposar així, que els seus pares són parcialment gitanos romans. El seu avi era rei, probablement rei de gitanos.
El que sabem del passat de Shelby és que va tenir una joventut complicada plena de prejudicis i dificultats. Abans de la Primera Guerra Mundial Shelby es va enamorar de Greta Jurossi. Malauradament Jurossi va emmalaltir. Ell es va quedar al costat del llit, a l'hospital, durant tres mesos cada dia i cada nit fins al final dels seus dies. Va ser doncs, quan va anar a la guerra on la seva vida faria un gran gir.

### Primera guerra mundial
Va participar en la Primera Guerra Mundial. El seu historial de guerra afirma que va lluitar valentament a la batalla de Verdun i a la batalla de Somme. Tenia el càrrec de tunelador. La seva funció era fer profunds túnels sota les línies de foc de l'enemic i col·locar-hi explosius; la més terrorífica i claustrofòbica feina que un pot tenir. Més endavant, passada la guerra, transforma aquestes mateixes experiències traumàtiques en la seva impecable ambició: no tenir por a res malgrat que puguis morir en qualsevol moment.
Les seves accions a Mons va salvar milers de vides aliades, per les quals va rebre medalles d'honor després de la guerra, inclosa la medalla militar i la medalla de conducta distingida.

### Temporada 1 - 1919
Se'ns presenta el personatge. Primera aparició al minut 0:40, capítol 1. Les seves conductes vandàliques i conflictives criden l'atenció de l'inspector Chester Campbell, un detectiu de la Real Policia Irlandesa que és enviat des de Belfast, per Winston Churchill, per netejar la ciutat i trobar el carregament d'armes que havia estat robat de la fàbrica local. El qual es descobreix, al final de la temporada, que havia estat el mateix Thomas Shelby qui l'havia robat. Durant els sis capítols de la primera temporada Shelby i la seva família s'hauran d'enfrontar amb el clan gitano rival, l'IRA, als comunistes i el ja nomenat, Chester Campbell.
Shelby coneix també a Grace Burgess, una policia infiltrada que es fa passar per a cambrera al bar dels Shelby ‘The Garrison Pub’. És allà on sorgeix l'imprevist en què ningú comptava, Shelby i Burgess s'enamoren. La seva relació però, desapareix quan Campbell desvela la identitat de Burgess a Shelby, qui segat per l'amor la deixa marxar a Nord-amèrica on podrà refer una nova vida. Grace és assassinada per Campbell, qui estava enamorat d'ella i li havia demanat matrimoni, a l'estació abans d'agafar el tren.
El seriós enfrontament de Shelby amb Billy Kimber, cap de Birmingham Boys, acaba a l'últim capítol amb la mort de Kimber i DannyWhizz-Bang (amic i company de Shelby) en un enfrontament entre les dues bandes.

### Temporada 2 - 1922
La família Shelby ja està totalment adaptada a Birmingham, buscant, ara, l'expansió de les seves empreses cap Londres. Durant aquesta temporada Shelby es mostra molt més seriós. Imposa totes les seves decisions a la resta de la família anul·lant qualsevol dinàmica de democràcia. En aquesta temporada evolucionen tots els personatges, especialment-ment Arthur Shelby, qui ens mostra una part més violenta i agressiva de la seva personalitat, i Polly Gray, a qui veiem en un paper afectuós i vulnerable de mare quan troba el seu fill perdut, Michael Gray. A part d'aquest nou personatge també es presenta un important personatge de la sèrie, Alfie Solomons, cap de la banda dels jueus i aliat, de moment, de Tommy Shelby.
Shelby, al cap als últims capítols, es torna a trobar, no casualment, amb Grace Burgess. Aquesta li expressa tot el que realment sent i el que va haver d'abandonar quan va marxar de Birmingham, sent, les seves declaracions, acceptades per Shelby. La temporada acaba amb l'assassinat de Shelby a un general de l'exèrcit Irlandès a càrrec secret de la policia Nacional. Crim amb el qual és detingut, raptat i portat a un camp de conreus per executar-lo. Però entre els botxins hi ha un infiltrat, qui salva la vida de Shelby a l'últim moment abans de morir.

### Temporada 3 - 1924
Comença amb el casament de Thomas Shelby i Grace Burgess, qui ara passarà a ser Grace Shelby. La seva vida amb el petit Charlie Shelby, fill de Tommy i Grace Shelby, en una casa als afores sembla anar de meravella fins que Burgess rep un tir al pit, tir que anava dirigit cap a Shelby. Aquesta mort un dia després, provocant la crisi emocional i social més gran de la sèrie al personatge. En casar-se veiem una de les primeres mostres explícites de les emocions del protagonista, les quals seran utilitzades en la seva contra en el cas de la mort de Burgess i més endavant en el segrest del seu fill Charlie. Durant la temporada, es veu també, un Thomas Shelby a qui no li surten bé les coses i qui sembla que tothom està dos passos més endavant que ell.
Shelby, per culpa de decisions errònies i mals negocis, amb els russos, ha de viure un intens capítol final on mentre ell està cavant un túnel pel robatori d'unes joies russes, els seus germans John i Arthur es preparen per fer volar un tren pels aires. Paral·lelament està també Michael Grey rescatant a Charlie Shelby, fill del protagonista. L'escena acaba amb la mort del Pare Hughes (segrestador de Charlie Shelby) en mans de Grey i la tràgica explosió del tren emportant-se la vida d'una gran quantitat d'innocents.
La temporada acaba amb una reunió familiar on Shelby reparteix un feix de bitllets a cada membre i es disculpa davant de tota la família i de tota la banda per la seva desconfiança amb els seus i la seva mala presa de decisions. Aquesta reunió és interrompuda per la policia, qui entra a la casa i arresta a tota la seva família, per crims diversos, excepte a ell.

### Temporada 4 - 1925/26
La temporada comença amb un acte heroic de Shelby, qui aconsegueix alliberar de la presó els seus germans Arthur Shelby i John Shelby, el seu cosí Michael Gray i la seva tieta Polly Gray mitjançant un xantatge a la corona britànica.
Durant la temporada 4 tota la família Shelby se separa, anant els seus germans a viure a fora amb les seves respectives dones, Linda Shelby i Esme Shelby per viure una vida tranquila en la que no acaben d'encaixar. La tieta, Polly Grey, cau en una espiral de drogaddicció preocupant. Tommy Shelby, en tot això, es prepara per enfrontar-se a un nou enemic, aquest serà la raó que els tornarà a unir.
Luca Changretta, de la màfia italiana, serà el seu nou enemic. Rabiós per l'assassinat del seu pare Àngel i Vicente Changretta, buscarà venjança cap a la família Shelby, amb l'objectiu de la mort de tots els membres d'ella, deixant a Tommy pel final.
Aquesta temporada es refugia en una llarga persecució i batalla entre Changretta i Shelby on comença amb la mort del germà menor, John Shelby. El germà gran és atacat dues vegades, en les quals pren la vida dels seus caçadors. Per altra part, Michael Gray rebrà una amenaça de mort xantatjant així, a la seva mare Polly Gray.
La temporada acaba amb un intens capítol on es veu una emocionant persecució entre Changretta i els seus dos acompanyants i Shelby. Persecució que és interrompuda per la policia salvant així, la vida dels dos. El combat final de la casa d'apostes és el que tancarà aquesta temporada. Durant el combat Arthur Shelby és assassinat per un dels homes de Changretta. Al final del capítol es mostra una última reunió entre Shelby i Changretta on es decideix tot. Es desvela la veritat de l'assassinat d'Arthur Shelby, qui realment està viu. Selby posa fi a la vida de Changretta.
Finalment, al cap d'uns mesos, Shelby guanya les eleccions presentant-se com a candidat del partit laborista.

## Objectiu del paper
La creació d'aquest personatge està feta excepcionalment per atraure el públic i per agradar a qualsevol receptor. La seva personalitat està dissenyada per captar l'atenció des d'un primer moment i captivar-la durant la resta de la sèrie. No està pensat per sentir-se identificat, ja que té una actitud poc comuna, algú fred i seriós. Transmetre seguretat i confiança és també una de les idees que es compleixen com a objectiu del personatge, aconseguint una tranquil·litat i autodeterminació quan apareix en alguna escena.
Les proporcions de moments on es mostren uns sentiments o altres estan perfectament equilibrades. Aconseguint, així, que a part de l'emoció i adrenalina que et transmeti li agafis un afecte sentimental particular.

## Relacions socials

### Grace Shelby
Shelby coneix per primer cop a Grace poc després que comenci a treballar al seu bar local, The Garrison, i ràpidament s'aficiona a ella. Aquesta atracció mútua condueix finalment a l'amor, però la relació es desmunta quan Shelby descobreix que Grace operava en secret com a agent policial. Malgrat la seva missió, ella també s'enamora d'ell i li proposa fugir a Nova York amb ella, escapant tant de la Corona com de la vida d'un mafiós. Ell, malgrat els seus sentiments per Grace, decideix quedar-se a Birmingham i dirigir els Peaky Blinders.
Grace torna dos anys després, però està casada amb un ric americà. Encara que acaben passant la nit junts, un indicador clar que cap dels dos ha perdut sentiments cap a l'altre. Al final de la segona sèrie, Grace diu a Shelby que està embarassada del seu fill i que és ell, no el seu marit, el que estima.
Passen dos anys més i Grace dona a llum a un noi sa, Charles Shelby. Ella i Thomas es casen i viuen ara en una finca rural. La seva relació amb Shelby desapareix quan Grace és afusellada, deixant el fill únicament a cura de Shelby. Les fotografies i les pintures d'ella es conserven al voltant de casa seva en la seva memòria, amb ell i molts al seu voltant creient que era l'amor de la seva vida.

### Lizzie Stark
Lizzie Stark, a la primera temporada, es vol casar amb John, el germà de Shelby. Ell, en assabentar-se del matrimoni, ofereix a Stark diners per dormir amb ell una última vegada. Ella, decideix agafar els diners. Shelby parla de l'esdeveniment que va fer que el matrimoni fos cridat, però no abans que John s'adoni que el seu germà era un dels clients habituals de Stark després de tornar de la guerra a França.
Shelby ofereix a Stark el lloc de secretaria a la seva empresa, aconseguint, així, no haver de tornar a fer la seva antiga feina de prostituta.
Al final de la quarta temporada, Stark queda embarassada i dona a llum al fill de Shelby.

### Polly Grey
Polly Grey és la tieta de Shelby. Ambdós comparteixen una relació molt propera. Grey ha tingut cura de Shelby des que era petit.
Dins de Peaky Blinders, Grey és un dels seus assessors més confiats, assessorant-lo, en diferents situacions, en el negoci de bandes com a tresorera de la Banda. A la primera temporada, Shelby situa a Polly com a líder mentre ell es troba fora del negoci, afirmant que ella es convertiria en líder permanent si no tornava.

### Arthur Shelby
Arthur Shelby és el germà gran del protagonista. Malgrat que tinguin una relació propera i de confiança, també és complexa i tensa. Durant la sèrie, Shelby confia grans responsabilitats del negoci al seu germà, mostrant així l'afecta i confiança.
Malgrat que s'estimin un a l'altre, Shelby no mostra cap indici s'amor o compassió després de l'intent de suïcidi del seu germà.

### John Shelby
John Shelby és, també, el germà petit de Tommy Shelby.
Malgrat que aquest tingui una relació més amistosa amb Arthur Shelby, l'altre dels germans, es mostra compassiu i empàtic amb el segon dels seus germans.
Els problemes entre els germans sorgeixen quan John anuncia el seu casament amb Lizzie Stark, algú amb qui, desconegut per ell, Thomas ha estat dormint des del seu retorn de la guerra. Thomas revela aquesta informació a John, provocant complicacions en les seves relacions.
Thomas creu que John és un membre important de la família Shelby, així que organitza el seu matrimoni amb Esme Lee, membre d'un gran clan gitano. Thomas creu que el matrimoni entre els dos és una forma d'unificar els dos clans contra Billy Kimber i els Birmingham Boys. Al final, sembla que John gaudeix del seu matrimoni amb Esme.
El 1926, Thomas adverteix a John sobre l'atac entrant de la família Changretta, tot i que John no troba la trucada i més tard és assassinat per la família, portant una enorme tristesa a Shelby.

### Ada Shelby
Ada Shelby és l'única germana dels germans Shelby. La relació entre Ada i Shelby es mostra tensa i desconfiada durant la primera temporada, ja que Ada té un fill amb Freddie Thorne, enemic de Shelby. Al final de la temporada la seva relació millora i es manté durant la resta de la sèrie com una de les millors relacions de confiança. Ada es converteix en un paper clau i imprescindible de la companyia Shelby.